# Ser o no ser (película)
Ser o no ser (To Be or Not to Be) es una película cómica estadounidense de Ernst Lubitsch estrenada en 1942. El guion, escrito por Lubitsch y Edwin Justus Mayer, adapta un relato de Menyhért Lengyel. En la película actuaron Carole Lombard, Jack Benny, Robert Stack, Felix Bressart, Lionel Atwill, Stanley Ridges y Sig Ruman.

El título hace referencia al monólogo de la tragedia Hamlet de William Shakespeare. La película se estrenó dos meses después de que su protagonista Carole Lombard muriera en un accidente de aviación.

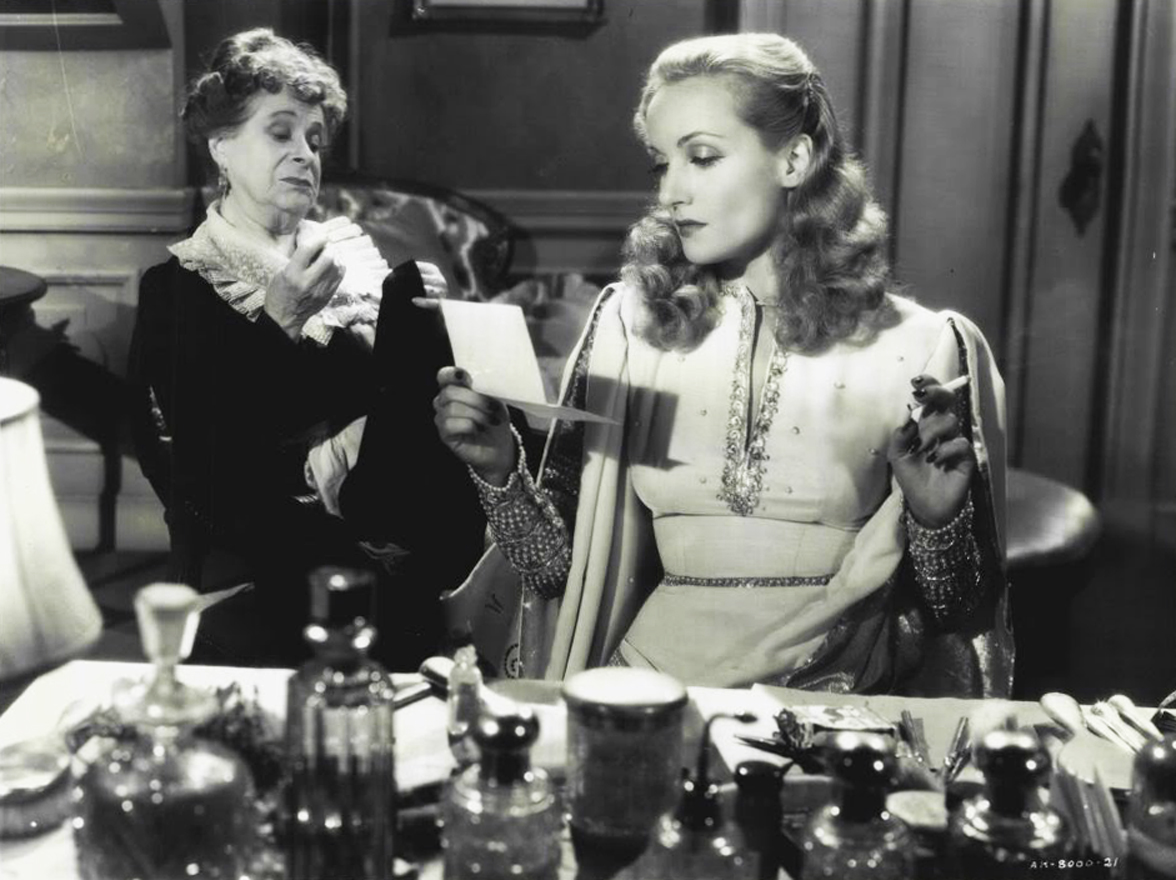
M. Eburne y C. Lombard en una foto publicitaria de la película

## Argumento
Antes de la invasión de Polonia por la Alemania nazi en 1939, las estrellas de una compañía de teatro en Varsovia, el actor Josef Tura (Jack Benny) y su bella esposa, María (Carole Lombard), están ensayando, junto al resto de la compañía, la obra "Gestapo", en la que se satiriza a los nazis. Uno de los actores, Bronski (Tom Dugan), intenta incluso demostrar que la gente le tomaría por Hitler si saliera a la calle caracterizado como él. Los transeúntes quedan asombrados ante la aparición del dictador nazi en Varsovia, hasta que una niña le pide un autógrafo dirigiéndose a él como "Mr. Bronski".
Esa noche, cuando la compañía está representando la obra de Shakespeare Hamlet, con Josef Tura en el papel principal, Bronski se lamenta junto a su amigo y colega Greenberg (Felix Bressart) de su triste papel como actores secundarios, y este último confiesa que siempre ha sido su sueño interpretar a Shylock en El mercader de Venecia, en especial el famoso monólogo "¿el judío no tiene ojos?", que comienza a recitar.
Mientras tanto, María ha recibido un ramo de flores de un joven y apuesto piloto, el teniente Stanislav Sobinski (Robert Stack). Ella acepta que la visite, diciéndole que abandone la sala y vaya a su camerino cuando su marido comience su monólogo con las famosas palabras «Ser o no ser…». El joven así lo hace abiertamente, provocando en el actor un evidente disgusto ante la aparente ofensa. Poco después, un agente del gobierno anuncia a la compañía que deberán cancelar la representación de "Gestapo", temiendo que ésta ofenda a los alemanes y empeore las relaciones entre los dos países.
La noche siguiente, no obstante, citado otra vez por María para una nueva, y honesta, visita, Sobinski sale en el mismo momento de la representación, lo que contraría aún más a Josef. En el camerino de María, Sobinski le confiesa su amor por ella, dando por sentado que ésta va a abandonar a su marido y los escenarios para irse con él. Antes de que ella pueda sacarle de su error llega la noticia de que Alemania ha invadido Polonia. Sobinski, como piloto que es, deja a María para unirse al combate, y los actores se refugian en los sótanos del teatro cuando Varsovia comienza a ser bombardeada.
Hitler conquista Polonia mientras la División Polaca de la Real Fuerza Aérea británica (RAF) lucha para liberar a su patria. El teniente Sobinski y otros jóvenes pilotos de la división cantan juntos, teniendo como invitado al jefe de la Resistencia polaca, el Profesor Siletsky (Stanley Ridges). Este les dice que volverá pronto a Varsovia, y los pilotos se apresuran a entregarle mensajes para sus seres queridos, pero Sobinski sospecha de Siletsky cuando al darle un mensaje para María Tura este no sabe quién es la famosa actriz. Al comunicar Sobinski este hecho a sus superiores, los Aliados se dan cuenta de que Siletsky tiene entonces en su poder una lista con los nombres y direcciones de familiares de los pilotos polacos de la RAF, contra los cuales los alemanes pueden tomar represalias.
Sobinski regresa en avión a Varsovia para advertir a María, pero Siletsky llega antes. Inmediatamente después, ella es detenida por dos soldados encargados de llevarla al hotel en el que se encuentra Siletsky para que este pueda enseñarle el mensaje de Sobinski y que le diga qué significa para ella «Ser o no ser». Siletsky invita a María a cenar con la esperanza de reclutarla como espía, pero también para poder apreciar sus encantos. Ella finge estar interesada y vuelve a su casa a cambiarse de ropa, pero antes de que llegue a su apartamento, Josef regresa y encuentra a Sobinski en su cama y con su albornoz. María y Sobinski deliberan sobre qué hacer con Siletsky, mientras que Josef trata de averiguar qué relación existe entre su esposa y el piloto. Al final, Josef proclama que él va a matar a Siletsky.
Por la noche, María regresa a la habitación de Siletsky y finge que él la atrae, pero cuando se están besando llaman a la puerta. Un oficial nazi (en realidad, uno de los integrantes de la compañía de teatro) convoca a Siletsky en un falso cuartel general de la Gestapo, preparado rápidamente en el teatro con el material que utilizan en las representaciones. En él, Josef finge ser el coronel Ehrhardt (Sig Ruman), jefe de la Gestapo, y Siletsky le da la lista con los nombres y direcciones de las familias de los pilotos polacos. También le dice que Sobinski le dio un mensaje para María, y que «Ser o no ser» era la señal convenida entre ellos para reunirse en su camerino. Ante la violenta reacción de Josef, devorado por los celos y que desvela su verdadera identidad, Siletsky descubre el engaño, saca una pistola y, encañonando a Josef, trata de escapar atravesando el patio de butacas del teatro, pero finalmente Sobinski le mata de un disparo.
Josef regresa al hotel disfrazado de Siletsky, poniéndose sus gafas y una barba postiza, para destruir la copia de los documentos acerca de la resistencia polaca, que Siletsky guardaba en su habitación, y para pedir explicaciones a María sobre su relación con Sobinski. Pero en el hotel es reconocido por el capitán Schultz (Henry Victor), ayudante del verdadero coronel Ehrhardt, que le acompaña para que se reúna con este. Haciéndose entonces pasar por Siletsky, Josef le informa de la reciente (y supuesta) ejecución de los líderes de la resistencia, enterándose al mismo tiempo de que el propio Hitler visitará Varsovia al día siguiente.
Sin embargo, tras descubrirse en el teatro el cadáver del verdadero Siletsky, Ehrhardt convoca de nuevo al impostor, reunión a la que acude Josef haciéndose pasar todavía por aquel. Al llegar, Ehrhardt le hace esperar en una habitación en la que se encuentra el cadáver, suponiendo así que Josef confesará cuál es su verdadera identidad. Pensando rápidamente, Josef afeita la barba de Siletsky y luego le pega una falsa barba que él llevaba de repuesto en el bolsillo. Al cabo de un rato llama a Ehrhardt y consigue que este tire de la falsa barba del verdadero Siletsky, arrancándola, lo que parece demostrar que el verdadero Siletsky era en realidad el impostor. Cuando Josef se dispone a abandonar el cuartel general de la Gestapo aparecen varios soldados nazis (actores de la compañía convenientemente disfrazados y enviados por María) que irrumpen en el despacho de Ehrhardt, arrancan la falsa barba de Josef y se llevan aparentemente detenido a este, el cual no puede, sin embargo, abandonar el país con los demás, como tenían previsto, en el avión que Ehrhardt había preparado para Siletsky.
Cuando los nazis organizan un espectáculo en el teatro en honor a Hitler con motivo de su visita a Varsovia, a la compañía se le ocurre llevar a cabo un plan audaz: Sobinski, Josef, Bronski y los demás actores acceden al teatro disfrazados de nazis, ocultándose hasta la llegada de Hitler. Mientras los nazis cantan la Deutschlandlied (el himno nacional alemán) en el interior, Greenberg aparece súbitamente, lo que distrae a los soldados que vigilan el palco del Führer para que Bronski, como falso Hitler, salga de su escondite rodeado de sus acompañantes disfrazados sin que aquellos lo adviertan.
Josef, como aparente jefe de la guardia de Hitler, pregunta a Greenberg qué es lo que pretende, lo que proporciona al actor la oportunidad, tanto deseada, de recitar el famoso monólogo de Shylock en El mercader de Venecia, concluyendo : «… si nos hacéis daño, ¿no hemos de vengarnos?». Josef ordena entonces a sus hombres que se lleven detenido a Greenberg, recomendando a Bronski/Hitler que abandone Polonia de inmediato, con lo que este y sus acompañantes suben a los coches de Hitler y se alejan rápidamente.
De vuelta a su apartamento, María está esperando que los actores vayan a recogerla para regresar todos en el avión de Hitler, pero entonces aparece el Coronel Ehrhardt y trata de seducirla. Cuando la puerta se abre y entra Bronski disfrazado de Hitler, este les mira, da media vuelta y sale sin decir una palabra, con lo que Ehrhardt, sin salir de su asombro, piensa inmediatamente, alarmado, que María está teniendo una aventura con Hitler y que él ha sido descubierto tratando de conquistar a su amante. María sale tras Bronski gritando: «¡Mein Führer, Mein Führer!».
El avión de Hitler despega entonces con toda la compañía, quienes se desembarazan fácilmente de los pilotos nazis. Sobinski vuela a Escocia, donde los actores son entrevistados por la prensa. Cuando se le pregunta a Josef qué recompensa desearía por el servicio prestado a los Aliados, él parece dudar mostrando una falsa modestia, pero María responde rápidamente en su lugar: «él querría interpretar Hamlet», con lo cual puede verse de nuevo a Josef sobre el escenario representando la obra. Al llegar el momento de comenzar a recitar el monólogo de «ser o no ser» ve a Sobinski entre el público, pero ambos no salen de su asombro cuando observan que un nuevo joven oficial se levanta y se dirige abiertamente hacia los camerinos.

## Producción
Lubitsch nunca había pensado dar el papel protagonista en la película a otro actor que no fuera Jack Benny, e incluso había elegido el personaje pensando en él. Encantado de que un director de la talla de Lubitsch se hubiera fijado en él mientras escribía el guion, Benny aceptó inmediatamente el papel. Benny estaba en una situación difícil, por extraño que parezca, por su éxito en la versión cinematográfica de Charley's Aunt (Archie Mayo, 1941), y pensaba que no era alguien interesante para que se le contratara.
Como coprotagonista de Benny, el estudio y Lubitsch se habían decidido por Miriam Hopkins, cuya carrera se estaba tambaleando en los últimos años. El papel fue diseñado como un regreso para la veterana actriz, pero Hopkins y Benny no congeniaban bien, y Hopkins salió de la producción.
Lubitsch se quedó sin protagonista femenina hasta que Carole Lombard, al tanto de la situación, pidió ser considerada como candidata. Lombard nunca había trabajado con el director y anhelaba tener una oportunidad. Lubitsch estuvo de acuerdo y Lombard entró en el reparto. La película también proporcionó a Lombard la oportunidad de trabajar con su amigo Robert Stack, a quien había conocido desde que era un adolescente. La película se rodó en la United Artists, lo que llevó a Lombard a decir que ella había trabajado en todos los grandes estudios de Hollywood.

## Recepción
Ser o no ser, considerada en la actualidad como una de las mejores películas de Lubitsch y de la carrera artística de Benny y Lombard, no fue inicialmente muy bien recibida por el público, pues muchos no podían entender que se bromeara con una amenaza tan real como los nazis. Según las memorias incompletas de Jack Benny, publicadas en 1991, su padre salió del cine al principio de la película, disgustado de que su hijo vistiera un uniforme nazi, y se comprometió a no volver a verla. Benny le convenció de lo contrario y su padre terminó siendo un amante de la película, que vio hasta cuarenta y seis veces.
No puede decirse lo mismo de todos los críticos. Si bien por lo general elogiaron a Lombard, algunos despreciaron a Benny y Lubitsch porque consideraban que la película era de mal gusto. Bosley Crowther, del New York Times, escribió que era «difícil imaginar cómo alguien puede relatar, sin pestañear, una incursión aérea atacando Varsovia justo después de una secuencia cómica, o el espectáculo del Sr. Benny interpretando otra secuencia similar con un cadáver de la Gestapo. El señor Lubitsch mostró un extraño sentido del humor cuando dirigió esta película». El The Philadelphia Inquirer era de la misma opinión, considerando que la película era «una obra de mal gusto al encontrar divertido el bombardeo de Varsovia». Algunos críticos se mostraron especialmente ofendidos por la afirmación del Coronel Ehrhardt: «Oh, sí que lo vi [a Benny] en "Hamlet", cuando hizo con Shakespeare lo mismo que estamos haciendo ahora con Polonia.».
Sin embargo, otras críticas fueron positivas. Variety la consideró como «una de las mejores producciones de Lubitsch de los últimos años, una gran obra de entretenimiento». El Harrison's Reports la describió como «una interesante comedia dramática en tiempo de guerra, soberbiamente dirigida e interpretada. La acción mantiene el suspense en todo momento, y tanto los diálogos como las interpretaciones le hacen reír a uno casi constantemente». John Mosher del New Yorker, también alabó la película, escribiendo que «la comedia puede situarse en Varsovia en el momento de su invasión por los nazis y no parecer demasiado incongruente; es un triunfo Lubistch».
En 1943, el crítico Mildred Martin revisó otra de las películas de Lubitsch en The Philadelphia Inquirer y se refirió despectivamente a él por ser alemán de nacimiento y a su comedia sobre los nazis en Polonia, a lo que Lubitsch respondió con la publicación de una carta abierta al diario.
En los últimos tiempos, la película ha sido reconocida como un clásico de la comedia. Ser o no ser tiene un índice de aprobación del 98 % en Rotten Tomatoes, con una calificación media de 8,8/10 basada en 42 comentarios resumidos así: «Una sátira compleja y oportuna que tiene tanto de solemnidad como de payasada, con un delicado equilibrio entre la ética y el humor». En una entrevista realizada en 2015, el crítico cultural y filósofo esloveno Slavoj Žižek la eligió como su comedia favorita, declarando: «es una locura, pienso que no se puede hacer una comedia mejor».

## Premios y distinciones
Ser o no ser fue candidata al Óscar a la mejor banda sonora original.
En 1996 fue seleccionada para su conservación en el Registro Nacional de Cine de la Biblioteca del Congreso de Estados Unidos como siendo «cultural, histórica y estéticamente significativa».
La película fue incluida, o fue candidata a su inclusión, por el American Film Institute en estas listas:
- 1998: 100 años de AFI … 100 películas - Candidata
- 2000: 100 años de AFI … 100 sonrisas - clasificada en el puesto 49
- 2005: 100 años de AFI … 100 frases :
  - Coronel Ehrhardt: «Lo que [Joseph Tura] hizo a Shakespeare es lo que estamos haciendo ahora a Polonia.» - Candidata
- 2007: 100 años de AFI … 100 películas (edición 10.º aniversario) - Candidata

## Adaptaciones
- El 18 de enero de 1943 se retransmitió una adaptación radiofónica de To be or not to be, representada por el Screen Guild Theatre y protagonizada por William Powell y Diana Lewis.
- En 1983, Alan Johnson dirigió una nueva versión cinematográfica (Soy o no soy) protagonizada por Mel Brooks y Anne Bancroft.
- En 1988, Juergen Hoffmann escribió una adaptación en alemán de la obra teatral.
- En 2008, Bollywood realizó una nueva versión cinematográfica, Maan Gaye Mughal-e-Azam, y Nick Whitby escribió una versión teatral titulada también To Be or Not to Be que se representó en Broadway.
- En 2011, una adaptación de la obra teatral fue llevada a cabo en Budapest, Hungría, por Marton László, Radnóti Zsuzsa y Deres Péter.

## Reparto
- Carole Lombard como María Tura, una actriz en la Polonia ocupada por los nazis.
- Jack Benny como Joseph Tura, actor y marido de María.
- Robert Stack como el teniente Stanislav Sobinski, un piloto polaco enamorado de María.
- Felix Bressart como Greenberg, un miembro judío de la compañía que interpreta pequeños papeles y cuyo sueño es interpretar el de Shylock.
- Lionel Atwill como Rawich, un actor secundario de la compañía.
- Stanley Ridges como el profesor Alexander Siletsky, un espía nazi que se hace pasar por un miembro de la resistencia polaca.
- Sig Ruman como el Coronel Ehrhardt, el torpe comandante de la Gestapo en Varsovia.
- Tom Dugan como Bronski, un miembro de la compañía que se hace pasar por Hitler.
- Charles Halton como Dobosh, el productor de la compañía.
- George Lynn como actor y ayudante, un miembro de la compañía que se hace pasar por el ayudante del Coronel Ehrhardt.
- Henry Victor como el Capitán Schultz, el verdadero ayudante del Coronel Ehrhardt.
- Maude Eburne como Anna, la criada de María.
- Halliwell Hobbes como el general Armstrong, un oficial de la inteligencia británica.
- Miles Mander como el comandante Cunningham, un oficial de la inteligencia británica.